# Arevalillo
Arevalillo es un municipio de España perteneciente a la provincia de Ávila, en la comunidad autónoma de Castilla y León. El  término municipal, que forma parte del partido judicial de Piedrahíta, tiene una población de 58 habitantes (INE 2024).

## Geografía
Está situado a 74 km de la capital provincial y a 51 km de Salamanca, localizado geográficamente en la sierra de Villafranca. Se encuentra a una altitud media de 1130 m sobre el nivel del mar.
El término municipal de Arevalillo tiene una superficie de 14,97 km², y limita con:
| Noroeste: Narrillos del Álamo | Norte: Horcajo Medianero (Salamanca) | Noreste: Martínez            |
| Oeste: El Mirón               |                                      | Este: Zapardiel de la Cañada |
| Suroeste: El Mirón            | Sur: Collado del Mirón               | Sureste: Becedillas          |

### Clima
De acuerdo a los criterios de la clasificación climática de Köppen se puede describir el clima de Arevalillo como de tipo BSk (semiárido frío / estepa fría, la temperatura media anual está por debajo de los 18 °C) pero cerca del límite a clima mediterráneo de tipo Csb (oceánico mediterráneo de verano suave, la temperatura media del mes más cálido no llega a los 22 °C pero se superan los 10 °C durante cuatro o más meses al año).

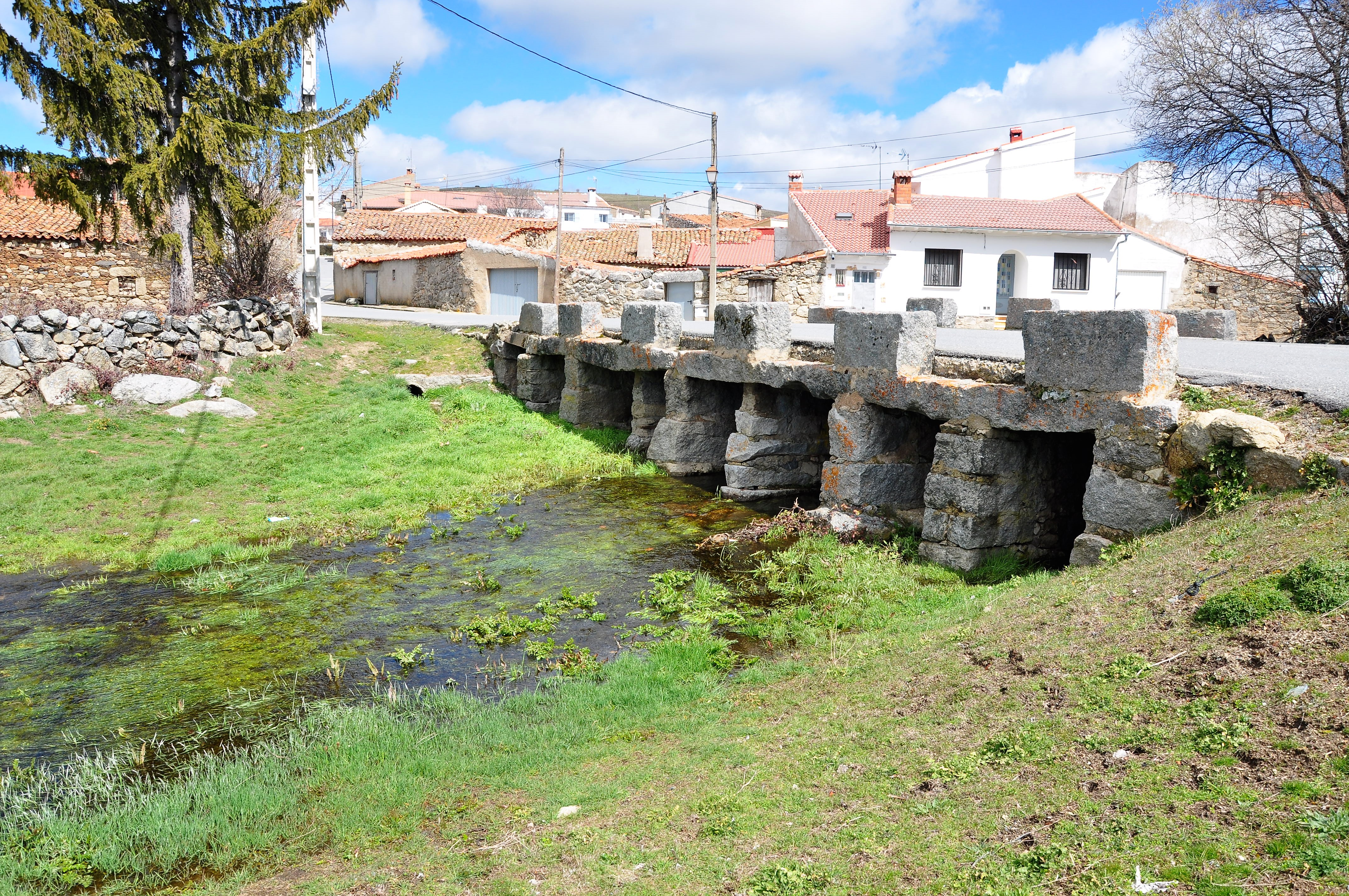
Puente sobre el río Cantarranas

Las precipitaciones anuales en Arevalillo son escasas, irregulares y con fuerte estiaje en los meses de verano, debido a la situación geográfica del pueblo (localizado en la sierra de Villafranca, sierra paralela a Gredos por su cara norte). El viento húmedo que entra por el sur y suroeste de la península se topa con una barrera montañosa, la sierra de Gredos, que le obliga a elevarse. Esto provoca una bajada de temperaturas en estas masas de aire y por lo tanto, una rápida condensación que origina fuertes precipitaciones en la ladera sur de la sierra de Gredos. Cuando este viento logra remontar las montañas y llegar a Arevalillo es un viento muy seco, con poca humedad, que apenas origina precipitaciones y que ha provocado históricamente problemas de abastecimiento de agua en los pueblos de la comarca. 
La nieve es un fenómeno meteorológico relativamente frecuente en Arevalillo durante el invierno —siempre en un contexto peninsular—, en parte gracias a la elevada altitud a la que se encuentra el pueblo.

### Hidrografía

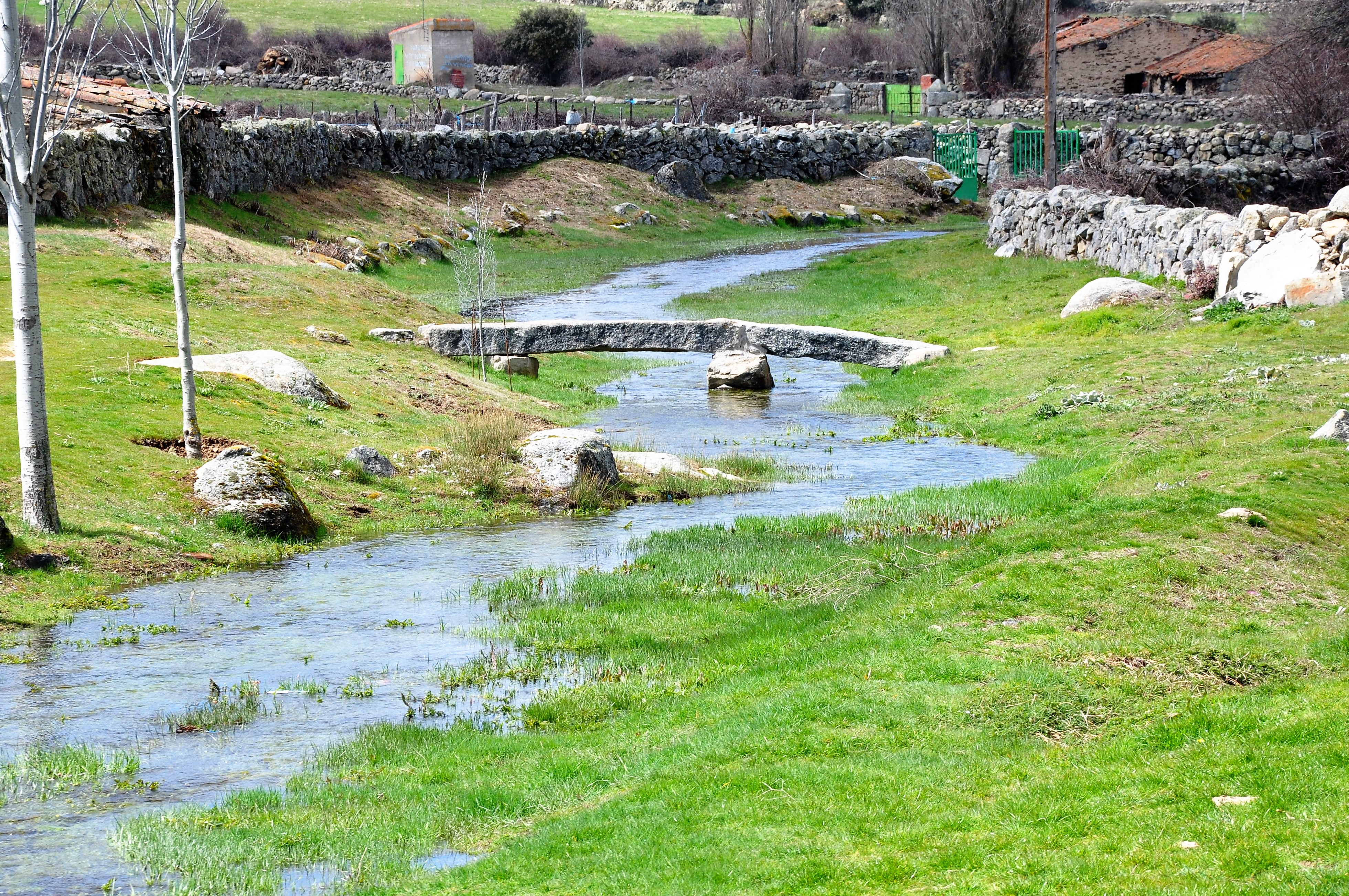
Río Cantarranas o arroyo Mesón

Por Arevalillo discurren los cauces del arroyo Mesón (conocido como río Cantarranas por los habitantes del pueblo) y su afluente el pequeño arroyo de los Regajales. El arroyo Mesón es un río estacional, totalmente seco durante gran parte del año debido a la escasez de precipitaciones en la zona de su cauce, solo lleva caudal en invierno y parte de la primavera procedente del deshielo de las nevadas invernales y de las lluvias de estos meses. El arroyo Mesón pertenece a la cuenca hidrográfica del Duero, y tras juntarse con más riachuelos después de pasar por Arevalillo, su caudal llega al río Tormes en la provincia de Salamanca, afluente del Duero. Arevalillo también dispone de varias charcas ganaderas con agua durante todo el año. Están situadas en las proximidades del pueblo, y sirven para abastecer sobre todo al ganado vacuno del pueblo.

### Vegetación
Arevalillo está rodeado de numerosos prados y pequeños montes, donde lo que más predomina son encinas y robles melojos. También se encuentran numerosas retamas y pastos, formados principalmente por plantas gramíneas y leguminosas.

### Carreteras

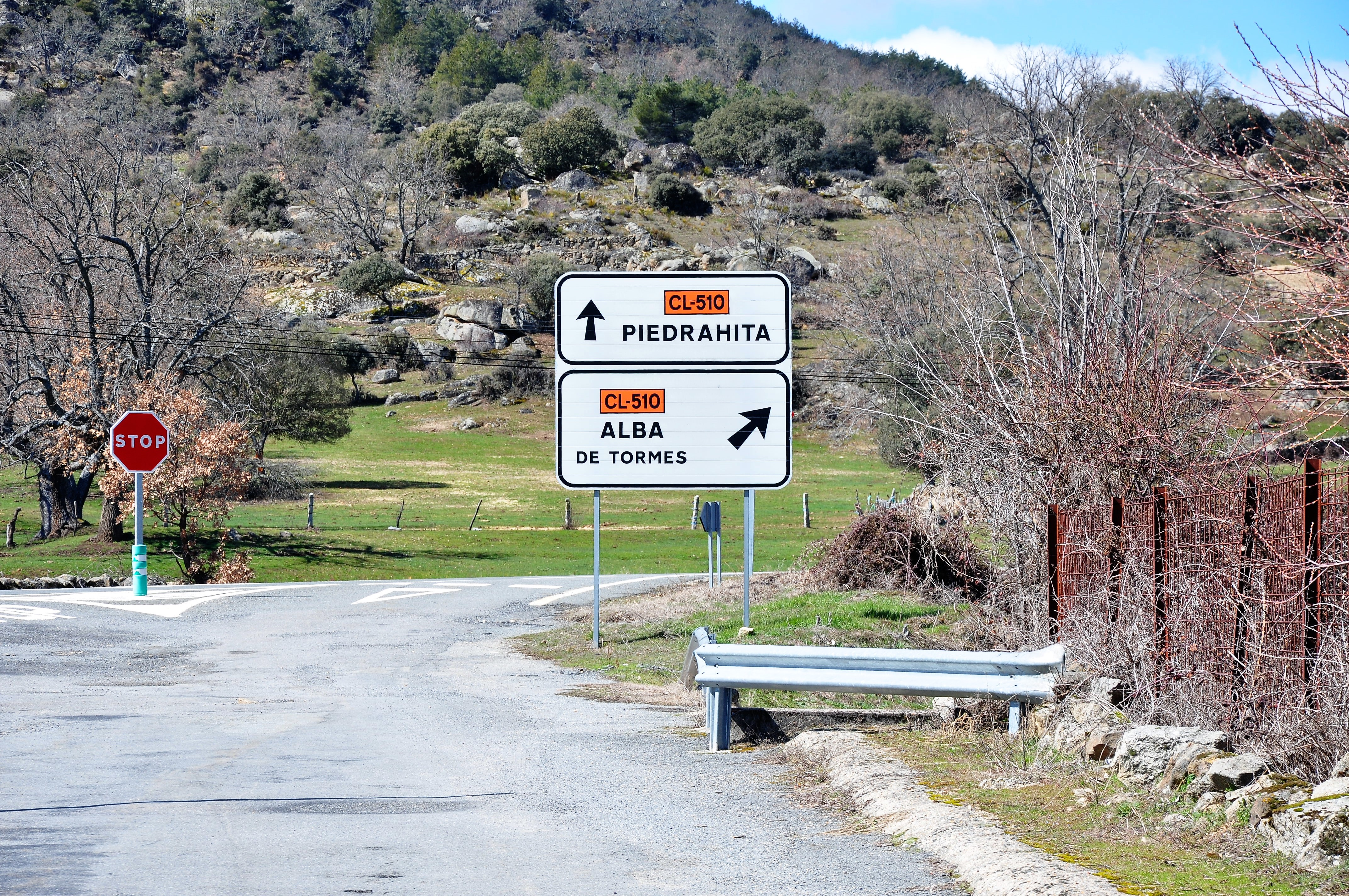
Señales de la carretera CL-510 en Collado del Mirón

Por Arevalillo pasan dos carreteras (la autonómica CL-510 y la comarcal C-610):
| Nombre | Trayectoria                                                                                              | Situación                |
| ------ | --- | ------------------------ |
| CL-510 | Desde Salamanca hasta Piedrahíta (Ávila) AV-102 Longitud: 42 kilómetros                                  | Oeste de Arevalillo      |
| C-610  | Desde Arevalillo (Ávila) CL-510 hasta Peñaranda de Bracamonte (Salamanca) SA-114 Longitud: 64 kilómetros | Sur y Este de Arevalillo |

## Historia
Según algunos estudios el origen de esta villa abulense tuvo lugar durante la Guerra franco-española (1635-1659), en la cual unos habitantes de la relativamente cercana villa de Arévalo, la abandonaron para trasladarse a las Américas por la profunda pobreza característica de las guerras, pero al pasar por el lugar actual de Arevalillo encontraron un cazuelo con monedas de oro francesas y finalmente decidieron crear allí una nueva villa de nombre Arevalillo, en honor a su antigua tierra.[cita requerida]
Hacia mediados del siglo XIX, el lugar tenía contabilizada una población de 228 habitantes. Aparece descrito en el segundo volumen del Diccionario geográfico-estadístico-histórico de España y sus posesiones de Ultramar de Pascual Madoz.

## Demografía
Arevalillo cuenta con una población de 58 habitantes (INE 2024).
| Gráfica de evolución demográfica de Arevalillo entre 1842 y 2021                                                      |
| |
| Población de derecho según los censos de población del INE. Población de hecho según los censos de población del INE. |

## Economía
Hoy en día, prácticamente la totalidad de la economía del pueblo procede del sector primario (producción básica), y en el término de Arevalillo podemos encontrar actividades como:
- Agricultura doméstica o de subsistencia, sin fines comerciales, con un nivel técnico primitivo, tradicional.
- Ganadería: a pesar de que por el pueblo pasa un importante camino ganadero (Cañada Real), hoy en día no se lleva a cabo la ganadería trashumante en el pueblo como hace décadas, pero sí nos encontramos con:

1. Ganadería extensiva con carácter comercial, de ganado bovino y ovino, alimentándose de los pastos de los terrenos que rodean al pueblo. En menor medida encontraremos ganado porcino y avícola de carácter doméstico.
2. Ganadería intensiva cunícola. Arevalillo cuenta con una de las granjas de conejos más grandes de la región.

- Minería: en el término municipal del pueblo está ubicada una mina de extracción de grava y arena para pavimentos, con actividad desde 1987.

También nos encontramos con algunas pequeñas empresas del sector terciario (servicios), dedicadas a la hostelería, a la recogida de basuras y deshechos, y al comercio de textiles al por menor fuera de establecimiento comercial permanente.

## Patrimonio

### Iglesia de San Cristóbal

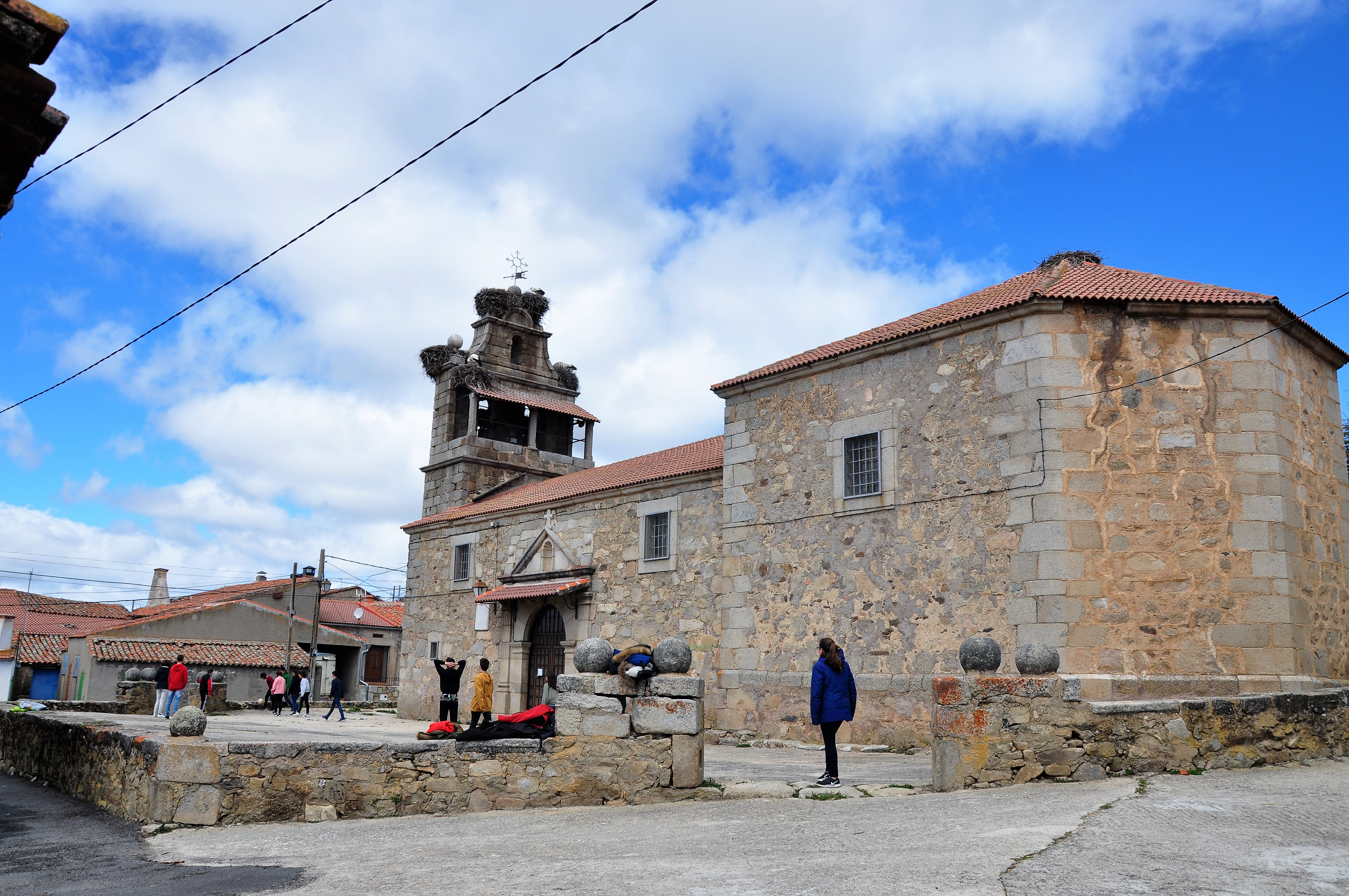
Iglesia parroquial de San Cristóbal

En un principio la iglesia de San Cristóbal que había en Arevalillo estaba situada en un cerro fuera del pueblo (en el llamado "Valle de la Iglesia", situado entre el depósito del agua y la cantera cercana al pueblo), y llevaba construida desde el Siglo XVI. Dos siglos después, la iglesia estaba en muy malas condiciones, los arreglos serían muy costosos, y aprovechando que su ubicación no gustaba a los habitantes del pueblo debido al incómodo acceso sobre todo en los inviernos, el cura Francisco de Prado Gómez propuso levantar una nueva iglesia en una zona más céntrica y accesible, pero en un primer momento no disponían del dinero suficiente a pesar de haber recibido muchas ayudas y medios. Actualmente no existen restos de esta iglesia, todos sus materiales se trasladaron y aprovecharon para construir la nueva.
En el Siglo XVIII, Amador Merino Malaguilla, canciller de la Universidad de Salamanca, proyectó los planos y consiguió el dinero necesario que faltaba para la construcción de la nueva y actual iglesia de San Cristóbal, y en junio de 1727 se empieza a construir con el esfuerzo de todos los habitantes y con la ayuda añadida de los vecinos de Zapardiel de la Cañada, de donde procedía la piedra. La iglesia tiene cabecera poligonal y cuerpo de una sola nave al que se accede por dos portadas. Tanto la nave como la cabecera están cubiertas con armadura de madera. A los pies se alza una espadaña de sillería, de tres cuerpos. El edificio consta de 364 m², construidos sobre una parcela de 1206 m².
La iglesia se terminó en el año 1730, y en un primer momento se quiso que fuese bendecida por el artífice de su construcción (Amador Merino Malaguilla, que durante la construcción fue ascendido a obispo de Badajoz), pero sus problemas de salud lo impidieron y finalmente fue bendecida el 11 de septiembre de aquel año por el obispo de Ávila Pedro de Ayala junto con Miguel de Quintana, cura rector de Santa María del Berrocal.
Originalmente tuvo el cementerio situado en la parte trasera, donde estaba situada la Cruz, pero alrededor de 1950 o 1960 se decidió ubicar el nuevo cementerio a las afueras del pueblo (dirección Alba de Tormes / Salamanca). La pequeña pared que rodea la iglesia también es más reciente.

### Cañada Real
Por el término municipal de Arevalillo pasa la denominada Cañada Real Soriana Occidental, camino que se usaba desde el año 1273 (por edicto del rey Alfonso X el Sabio) para el ganado trashumante que recorre 700 km en diagonal por el centro de la península ibérica. Arranca desde la provincia de Soria y recorre parte de las provincias de Segovia, Ávila, Salamanca y Cáceres para terminar en Valverde de Leganés, provincia de Badajoz. También es denominada Cañada Real de la Vera de la Sierra.
En este tramo abulense, la Cañada Real llega a Arevalillo tras pasar por Zapardiel de la Cañada y va dirigida hacia Aldealabad del Mirón. 

## Fiestas

### Fiestas en honor de san Cristóbal
A pesar de que en la Iglesia universal la fiesta de este Santo se celebra el día 10 de julio, Arevalillo la celebraba el 13 de septiembre hasta el año 1992. A partir de 1993 se celebra el segundo fin de semana de septiembre, con licencia del Obispado a petición del Ayuntamiento del pueblo. El motivo por el cual Arevalillo no celebra su patrón en julio y lo hace en septiembre se remonta al siglo XVIII, las labores agrícolas ocupaban todo el verano y no se tenía tiempo libre para divertirse hasta septiembre, al cesar la temporada agrícola en el pueblo.

### Fiestas de verano
Se celebran el último fin de semana de agosto. Más multitudinarias que las de septiembre, debido al periodo vacacional de niños y padres, y mejor climatología.